# Mangrovie del Messico occidentale
Le mangrovie del Messico occidentale sono una ecoregione dell'ecozona neartica (codice ecoregione: NA1401).

## Territorio
La regione comprende due aree di mangrovia che si estendono lungo le coste nord-occidentali del Messico: una che sorge sulla costa del Pacifico, nella Baia di Magdalena (Bassa California del Sud), e l'altra sulle coste del Golfo di California, in prossimità del delta dei fiumi Yaqui, Mayo e Fuerte (Sonora). Ulteriori aree minori di mangrovia si trovano nelle lagune di San Ignacio e Ojo de Liebre, facenti parte della Riserva della biosfera di El Vizcaíno.

## Flora
La vegetazione, periodicamente sommersa dalla marea, è caratterizzata da specie altamente adattate a tollerare l'acqua salmastra. Le specie dominanti sono Rhizophora mangle, Laguncularia racemosa, Avicennia germinans e Conocarpus erectus. Alle spalle delle mangrovie si sviluppa una fascia pianeggiante sabbiosa, caratterizzata da suolo con minore contenuto salino, in cui si sviluppano specie alòfile come Salicornia subterminalis, Atriplex barclayana, Sporobolus contractus.

## Fauna
Tra le specie endemiche della regione si possono citare la ghiandaia di San Blas (Cyanocorax sanblasianus) e la ghiandaia dorsoviola (Cyanocorax beecheii). Le mangrovie rappresentano inoltre un importante luogo di sosta e di svernamento per molte specie di uccelli migratori.

## Conservazione
Lo stato di conservazione dell'ecoregione è considerato critico.
Le mangrovie di questa regione subiscono la pressione crescente dell'antropizzazione che ne ha progressivamente ridotto l'estensione.
Una piccola parte delle mangrovie di questa ecoregione è tutelata all'interno della Riserva della biosfera di El Vizcaíno.